# راز عود (آلبوم)
راز عود نام یک آلبوم موسیقی سنتی ایرانی اثر عبدالوهاب شهیدی می‌باشد. این اثر مربوط به تک نوازی عود عبدالوهاب شهیدی می‌باشد و توسط انتشارات سرنا صوت به بازار آمده است.

## شرح اثر

### فهرست آهنگ‌ها
1. سه گاه
2. اصفهان
3. دشتی
4. ماهور